# Беријев Бе-30
Беријев Бе-30 је совјетски путнички, двомоторни авион, потпуно металне грађе са високим крилом, капацитета 14 путника, настао у другој половини 60-их година двадесетог века.

## Пројектовање и развој
Авион Беријев Бе-30 је пројектован у ОКБ Берлијев (главни конструктор Георгиј Михајлович Беријев) у складу са захтевима Аерофлота за двомоторни турбоелисни авион за кратколинијски транспорт касних 1960-их као замена за Антонов Ан-2 на рутама мале густине, или тамо где аеродроми нису били адекватни за веће авионе. Прототип Бе-30 је први пут полетео 3. марта 1967, привремено покретан са два клипна радијална мотора АШ-21 снаге 550 kW (740 KS). Ове моторе заменили су турбоелисни ТВД-10 снаге 708 kW (950 KS), са којима је први лет обављен 13. јула исте године. Прототип је статички приказан на аеромитингу у Домодедову у јулу 1967. Бе-30 је имао капацитет за 14 путника. Авион је даље побољшан у модел Бе-32, који је имао моторе ТВД-10Б веће снаге, и повећан број до 17 путника.

## Технички опис
Технички опис је направљен на основу извора
Труп је највећим делом правоугаоног попречног пресека, полу-монокок потпуно металне конструкције. Труп је подељен на шест функционалних делова. У првом делу се налази кокпит и ниша предње ноге стајног трапа. Други део је одељак за опрему, овде су на полицама смештени разни уређаји, а у доњем делу је место за одлагање поште и пртљага. Трећи а највећи део трупа је путничка кабина, у којој се налазе два реда седишта и пролаз између њих. Број седишта варира од типа и намене авиона. Четврти одељак је теретни, смештен на десној страни трупа, на левој страни овог одељка су постављена улазна врата, а овде се налазе и мердевине у спремљеном положају. У петом делу је тоалет а шести је репни део, на чијим су полицама постављени радио уређаји.
Кокпит је опремљен дуплим командама а пилот и копилот седе један поред другог. Пилотска кабина је вратима одвојена од путничке кабине. Обе кабине су опремљене системом за климатизацију и проветравање. Ветробранска стакла имају електрични систем за одлеђивање.
Авион Бе-30 су покретала два турбоелисна мотора Глушенков ТВД-10 снаге 708 kW (950 KS), са трокраким металним елисама константне брзине. Капацитет резервоара за гориво је био 1000 kg. Бе-32 - је имао два турбоелисна мотора Глушенков ТВД-10Б снаге 754 kW (1.011 KS) са трокраким металним елисама константне брзине. Модел Бе-32К је имао два турбоелисна мотора Pratt & Whitney PT6A-65B снаге 820 kW (1.100 KS) са трокраким Hartzell пропелерима реверзибилни са променљивим кораком. Пречник елисе је 3 m а систем за одлеђивање елиса је електрични. Капацитет горива је био 2.250 литара.
Крило авиона се састоји од три дела. Правоугаони део крила обухвата везу крила са трупом и на том делу крила се налазе гондоле крилних мотора. Друга два дела крила су трапезастог облика, конзолна и везана су за спољашњи део гондола мотора. Крило је потпуно металне конструкције како носећих елемената тако и оплате крила. Спајање саставних елемената крила између себе је у највећем броју случајева тачкастим заваривањем и лепљењем. У шупљинама крила су смештени резервоари за гориво и системи за увлачење стајног трапа као и инсталације за управљање и контролу рада авиона и мотора. Крило је опремљено закрилцима и елеронима исте конструкције као и крило. Систем за одмрзавање врелим ваздухом који користи топао ваздух из мотора је обезбеђен за крила, задњи део и усиснике ваздуха у мотор.
Реп авиона је класичан, има два хоризонтална и један вертикални стабилизатор на које су прикачена кормила дубине и правца. Реп има потпуно металну конзолну структуру са танким саћастим омотачем. За уштеду на тежини, пластика која се користи за неке делове који не носе оптерећење је ојачана стакленим влакнима, као што су врхови крила и неке репне површине.
Авион има увлачећи стајни трап система трицикл. Главне ноге стајног трапа су опремљене точковима са гумом ниског притиска и кочницама, увлаче се повлачењем уназад у гондоле мотора. Носни точак се увлачи у труп авиона унапред и њиме се може  управљати. Све ноге стајног трапа су опремљене уљним-пнеуматским (азот) амортизерима. Конструкција ногу стајног трапа омогућава авиону коришћење неасвалтираних полетно слетних стаза. Пловци и скије су опциони.

## Верзије
- Бе-30 - Прототип и производни модел са 14 седишта.
- Бе-30А - са повећаним бројем седишта 21-23 путника.
- Бе-32 - Надограђени модел први пут приказан 1993. Два турбоелисна мотора Глушенков ТВД-10Б од 754 kW (1.011 KS) покрећу трокраке елисе са константном брзином.
- Бе-32К - побољшана верзија са два турбоелисна мотора Pratt & Whitney Canada PT6A-65B снаге 820 kW (1.100 KS) који покрећу Hartzell пропелере реверзибилног корака са три лопатице. Капацитет горива 2.250 литара.

## Оперативно коришћење
За време државних испитивања авиона Бе-30, паралелно су вршена испитивања и авиона Ан-28. По показатељима као што су максимална брзина, носивост, долет, ефикасност, удобност путника, отпорност на бочни ветар током слетања, Бе-30 је био испред свог конкурента. Али Ан-28 је имао један веома важан квалитет - имао је већи товарни простор за транспорт кабастих терета. Због тога је Министарство цивилног ваздухопловства Совјетског Савеза одлучило да допусти производњу оба авиона у пропорцији од 50 према 50 одсто. 
Произведено је укупно 3 авиона Бе-30 и 5 авиона Бе-32 касних 1960-их пре него што је програм прекинут. Један од оригиналних Бе-32 је претворен у Бе-32К демонстратор. Иако је авион Беријев Бе-30 наручио Аерофлот са посебним захтевима у погледу броја путника, услова слетања и полетања, дужине линија и опреме путничке кабине он се одлучио за набавку чехословачког авиона Лет 410.

## Паралелни приказ техничких података за авионе Бе-30 и Бе-32
| Величине       | подаци (Бе-30)        | подаци (Бе-32)        |
| -------------- | --------------------- | --------------------- |
| година         | 1967.                 | 1969.                 |
| посада         | 2                     | 2                     |
| број путника   | 14                    | 17                    |
| размах крила   | 17,00 m               | 17,00 m               |
| дужина         | 14,99 m               | 15,70 m               |
| висина         | 5,52 m                | 5,46 m                |
| површина крила | 32,00 m²              | 32,00 m²              |
| маса празног   | 3.820 kg              | 4.600 kg              |
| маса пуног     | 5.860 kg              | 7.600 kg              |
| погон          | 2 х Турбоелисни мотор | 2 х Турбоелисни мотор |
| тип            | Глушенков ТВД-10      | Klimov PT6A-65B       |
| снага          | 2 х 708 kW            | 2 х 820 kW            |
| макс. брзина   | 480 km/h              | 510 km/h              |
| путна брзина   | 460 km/h              | 480 km/h              |
| плафон         | 7.100 m               | 4.200 m               |
| долет          | 1.300 km              | 2.050 km              |

## Земље које су користиле авион
- СССР
- Русија